# Taugapää järv
Taugapää järv, auch Taugabe järv, (järv = See) ist ein See in der Landgemeinde Saaremaa, Kreis Saare, auf der größten estnischen Insel Saaremaa in der Ostsee. Mit einer maximalen Tiefe von nur etwa 30 cm ist der See sehr seicht.